# Thyrinteina infans
Thyrinteina infans är en fjärilsart som beskrevs av Claude Herbulot 1970. Thyrinteina infans ingår i släktet Thyrinteina och familjen mätare. Inga underarter finns listade i Catalogue of Life.